# Antonio Benarrivo
Antonio Benarrivo, né le 21 août 1968, est un footballeur international italien qui évolue au poste de défenseur.
Il a été finaliste de la Coupe du monde 1994 avec l'équipe d'Italie.

## Biographie

### Carrière en sélection
Antonio Benarrivo joue son premier match avec l'équipe d'Italie le 22 septembre 1993 face à l'Estonie, lors des éliminatoires de la Coupe du monde 1994 (victoire 3-0 à Tallinn).

## Palmarès
- 23 sélections et 0 but avec l'équipe d'Italie entre 1993 et 1997
- Finaliste de la Coupe du monde 1994
- Vainqueur de la Coupe des Coupes en 1993
- Vainqueur de la Supercoupe de l'UEFA en 1993
- Vainqueur de la Supercoupe d'Italie en 1999
- Vainqueur de la Coupe UEFA en 1995 et 1999
- Vainqueur de la Coupe d'Italie en 1992, 1999 et 2002
- Finaliste de la Supercoupe d'Italie en 1992, 1995 et 2002
- Finaliste de la Coupe d'Italie en 1995 et 2001
- Finaliste de la Coupe des Coupes en 1994